# Uitbreiding stadhuis Amsterdam
De  uitbreiding van het stadhuis van Amsterdam verwijst naar het bouwwerk naast het Prinsenhof aan de Oudezijds Voorburgwal 197/199.

## Geschiedenis
Nadat koning Lodewijk Napoleon het stadhuis als Paleis op de Dam in gebruik had genomen, verhuisde het stadsbestuur in 1808 naar het uit 1661 daterende Prinsenhof aan de Oudezijds Voorburgwal.

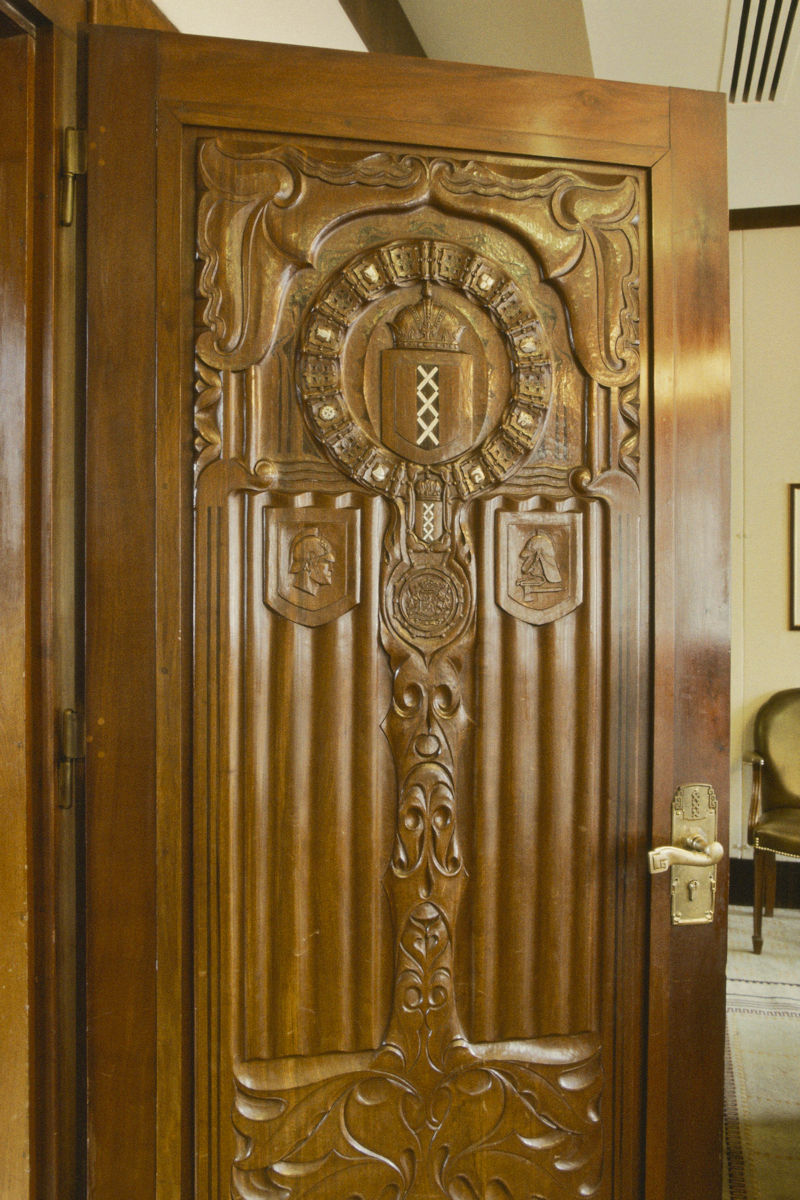
Deur van de burgemeesterskamer, door Anton Fortuin.

In 1926 kwam er een uitbreiding tot stand in de stijl van de Amsterdamse School, met onder andere een nieuwe Raadzaal. Het bouwwerk was een ontwerp van Nicolaas Lansdorp, Allard Remco Hulshoff (1880-1958) en Publieke Werken Amsterdam. Voor de aankleding van het interieur werden diverse kunstenaars ingeschakeld, onder wie de beeldhouwers Driekus Jansen van Galen, Anton Fortuin, Adrianus Remiëns en Bernard Richters.
Tot 1988 bleef dit gebouw in gebruik als stadhuis.